# Hamade ibne Bologuine
Hamade ibne Bologuine/Boloquine (Hammad ibn Bulukīn) foi fundador e primeiro emir do Reino Hamádida, governando de 1015 até sua morte em 1028. Era filho de Bologuine ibne Ziri (r. 972–984), o fundador do Reino Zírida da Ifríquia. Em 1015, decidiu secessionar e criar um domínio próprio centrado em Alcalá dos Banu Hamade, que mandou construir.

## Vida
Hamade era filho de Bologuine ibne Ziri (r. 972–984), o fundador da dinastia zírida da Ifríquia, e pai de Alcaide, Iúçufe, Maomé, Alanas e Uiguelane. Sob o reinado de seu irmão Almançor (r. 984–995), foi feito governador do Magrebe Central, a oeste da Ifríquia. Sob seu sobrinho Badis (r. 995–1016), em 998-999, pacificou os revoltosos zenetas do Magrebe Central e repeliu outros grupos zenetas, sobretudo os magrauas, que marcharam do Magrebe Ocidental sob Ziri ibne Atia contra os zíridas. Badis foi obrigado a dar a seu tio vastos feudos no Magrebe Central, onde Hamade fundou, em 1007-1008, a cidade fortificada de Alcalá dos Banu Hamade, sua capital, que controlava importantes rotas comerciais e vasta região. Em 1015, proclamou sua independência, rompeu laços com o Califado Fatímida do Cairo e reconheceu a suserania do Califado Abássida de Bagdá.
Badis sitiou o Alcalá e após 6 meses conseguiu uma vitória decisiva ainda em 1015. Entretanto, sua morte em maio de 1016 impediu-o de concluir a submissão do tio. Seu filho e sucessor Almuiz (r. 1016–1062) continuou a campanha contra Hamade e em 1017 venceu-o esmagadoramente, obrigando Hamade a pedir um perdão que foi concedido. A paz, consolidada por alianças matrimoniais, garantiu a Almuiz o controle total sobre o Magrebe Central e foi respeitada até a morte de Hamade em 1028. Além disso, os hamádidas reaceitaram a suserania dos fatímidas.